# Ołena Ołefirenko
Ołena Ołefirenko, ukr. Олена Олефіренко (ur. 11 kwietnia 1978 w Nowojaworowsku) – ukraińska wioślarka.

## Osiągnięcia
- Mistrzostwa świata – Mediolan 2003 – czwórka podwójna – 5. miejsce[1].
- Igrzyska olimpijskie – Ateny 2004 – czwórka podwójna – brak[1][2].
- Mistrzostwa świata – Eton 2006 – czwórka podwójna – 6. miejsce[1].
- Mistrzostwa świata – Monachium 2007 – czwórka podwójna – 4. miejsce[1].
- Mistrzostwa Europy – Poznań 2007 – czwórka podwójna – 1. miejsce[1].
- Igrzyska olimpijskie – Pekin 2008 – czwórka podwójna – 4. miejsce[1].
- Mistrzostwa Europy – Ateny 2008 – czwórka podwójna – 1. miejsce[1].
- Mistrzostwa Europy – Montemor-o-Velho 2010 – dwójka podwójna – 6. miejsce[1].